# Njeguši
Njeguši (en serbe cyrillique : Његуши) est un village du sud du Monténégro, dans la municipalité de Cetinje. Il est situé sur les pentes du mont Lovćen, dans le parc national du Lovćen.

## Histoire
Le village est connu comme le lieu d'origine de la famille royale des Petrović-Njegoš, qui ont dirigé le Monténégro de 1696 à 1918. Il a notamment vu la naissance de deux princes-évêques du Monténégro, Petar II et Danilo, ainsi que de Nicolas Ier, prince puis roi du pays.
Le village a une architecture traditionnelle bien préservée.

## Démographie

### Évolution historique de la population[1]
| 1948 | 1953 | 1961 | 1971 | 1981 | 1991 | 2003 |
| ---- | ---- | ---- | ---- | ---- | ---- | ---- |
| 61   | 60   | 77   | 49   | 35   | 23   | 17   |

## Intérêt
Le jambon de Njeguši (Njeguški pršut) et le fromage de Njeguši (Njeguški sir), fabriqués dans les environs de Njeguši, sont des composants de la cuisine traditionnelle Monténégrine.